# الهيج (الحديدة)

تعديل مصدري - تعديل

الهيج هي إحدى قرى مديرية باجل، التابعة لمحافظة الحديدة اليمنية، بلغ تعداد سكانها 1045 نسمة حسب الإحصاء الذي أجري عام 2004.